# Isabel Pires de Lima
Maria Isabel da Silva Pires de Lima GOIH (Braga, 10 de julho de 1952) é uma política portuguesa, que foi a Ministra da Cultura do XVII Governo Constitucional de Portugal, tendo sido deputada na Assembleia da República.

## Biografia
Os de Lima são descendentes por linha feminina de D. Leonel de Lima, 1.° Visconde de Vila Nova de Cerveira, e de sua mulher D. Filipa da Cunha.

## Carreira
- Licenciada em Filologia Românica pela Faculdade de Letras do Porto (1974)
- Doutorada em Literatura Portuguesa na Faculdade de Letras do Porto(1987) com a dissertação As Máscaras do Desengano - Para uma abordagem sociológica de "Os Maias" de Eça de Queirós
- Professora catedrática da Faculdade de Letras da Universidade do Porto, especializada em Literatura Portuguesa
- Especialista na obra de Eça de Queirós
- Ex-Membro do Conselho Cultural da Fundação Eça de Queirós
- Membro da organização das Comemorações do Centenário da Morte de Eça de Queirós
- Autora de cerca de 100 títulos publicados em revistas e jornais na área da crítica e dos estudos literários e dos livros «As Máscaras do Desengano - Para uma leitura sociológica de "Os Maias" de Eça de Queirós», Lisboa, Editorial Caminho, 1987; «Eça e "Os Maias" Cem Anos Depois», (coord), Porto, Edições Asa, 1990; «Lettres Européennes - Histoire de la Littérature Européenne» (coord. portuguesa), Paris, Hachette, 1992; «Antero de Quental e o Destino de uma Geração» (coord.) , Porto, Edições Asa, 1993; «Sentido que a vida faz - Estudos para Óscar Lopes» (co-coord.), Porto, Campo das Letras, 1997; «Vozes e Olhares no Feminino»; «Retratos de Eça de Queirós»
- Júri de diversos prémios literários
- Presidente da Mesa da Assembleia Geral da Associação Portuguesa de Escritores
- Membro do Conselho Fiscal da Associação Internacional de Lusitanistas
- Membro da Comissão Executiva do Conselho Cultural da Fundação Eça de Queirós
- Membro da Direcção da Cooperativa Artística Árvore
- Responsável Científica do «Colóquio Internacional Eça de Queirós - 150 anos do nascimento», Câmara Municipal de Sintra/Fundação Eça de Queirós, em 1995
- Responsável Científica pela organização do Encontro «Neorealismo/Neorealismos», Câmara Municipal de Matosinhos/Casa Museu Abel Salazar, em 1996
- Comissária Científica do «Encontro de Literaturas Ibero-Americanas», organizado pelo Instituto Camões no âmbito da VIII Cimeira Ibero-Americana de Chefes de Estado e de Governo, em 1998
- Membro da Comissão Científica do Programa Lusitânia
- Membro do Conselho Redactorial das Revistas «Queirosiana» (Fundação Eça de Queirós); «Via Atlântica» (Universidade de S. Paulo, Brasil); «Portuguese Literary Studies & Cultural Studies» (University of Massachusetts, Dartmouth, EUA)
- Deputada à Assembleia da República entre 1999 e 2009, tendo na IX Legislatura representado a Assembleia da República no Conselho Nacional de Educação
- De 2005-03-12 a 2008-01-30, Ministra da Cultura do XVII Governo Constitucional de Portugal
- Grande-Oficial da Ordem do Infante D. Henrique a 8 de Junho de 2010[1]

## Funções governamentais exercidas
- XVII Governo Constitucional de Portugal
  - Ministra da Cultura

Em Junho de 2011 criticou José Sócrates pela "menorização" a que, em sua opinião, votou o sector em termos orçamentais e políticos, tendo afirmado: "O programa do PS com o qual José Sócrates ganhou então as eleições tinha plasmado, preto no branco, que o objectivo seria atingir um por cento do orçamento para a cultura. Na verdade, partiu-se de cerca de 0,5 e chegou-se a 0,4 ou menos agora, no fim dos governos de José Sócrates".
Em Julho de 2006, sem que desse qualquer explicação plausível, não autorizou que fosse efectuado um exaustivo exame forense e antropológico aos restos mortais de D. Afonso Henriques, primeiro rei de Portugal, que a investigadora e antropóloga Eugénia Cunha se propunha levar a cabo.